# 8 cm Granatwerfer 34
De 8 cm Granatwerfer 34 (8 cm GrW 34) was de standaard Duitse medium mortier gedurende de Tweede Wereldoorlog. De granaatwerper kreeg een goede reputatie vanwege de extreme precisie en snelle vuurmogelijkheid, hoewel een groot deel van de reputatie aan de goede opleiding van de bediener toe te schrijven was.
Het ontwerp van het wapen was conventioneel. Het was voor het vervoer deelbaar in drie stukken (loop, tweepoot, grondplaat). De 8 cm GrW 34 / 1 was een aanpassing voor gebruik als verrijdbaar geschut. Een lichtere versie met een kortere loop werd in productie genomen als de Kz 8 cm GrW 42.